# Gergithus dubius
Gergithus dubius är en insektsart som först beskrevs av Butler 1875.  Gergithus dubius ingår i släktet Gergithus och familjen sköldstritar. Inga underarter finns listade i Catalogue of Life.